# Wanderley de Jesus Sousa
Wanderley de Jesus Sousa, meglio conosciuto come Derley (Anápolis, 2 agosto 1986), è un calciatore brasiliano, centrocampista del River.

## Carriera

### Club
Ha debuttato da professionista con la maglia dell'Internacional.